# كورشاد كهرمان أوغلو
كورشاد كهرمان أوغلو (ولد عام 1951- وتوفي في 13 يناير 2018 ، موغلا ) ،هو كاتب تركي في صحيفة بيرجون ، وفيلسوف ، والرئيس السابق للاتحاد الدولي للمثليات والمثليين ومزدوجي الميل الجنسي ومغايري الهوية الجنسانية (ILGA).

## حياته
بعد تخرجه من جامعة الشرق الأوسط التقنية ، قسم الهندسة الصناعية ، ذهب إلى إنجلترا عام 1977 لدراسة الفلسفة. بعد أن عاش في إنجلترا لمدة 30 عامًا ، عمل كهرمان أوغلو كمحاضر جامعي وعضو نقابي محترف. كهرمان أوغلو ، الذي يدرّس الأخلاق في الجامعة ، نصح أكبر نقابة في إنجلترا بشأن حقوق الإنسان وقضايا العلاقات الخارجية. تشمل مجالات خبرته في الشرق الأوسط والعلاقات العربية / الإسرائيلية وجنوب إفريقيا وأمريكا اللاتينية وقبرص في الشؤون الخارجية. في عام 1999 ، تم انتخابه أميناً عاماً للجمعية الدولية للمثليين والمثليات (ILGA). كورشاد كهرمان أوغلو ، الذي انتخب لهذا المنصب 4 مرات أخرى واستمر لمدة 7 سنوات ، هو الناشط الذي شغل منصب الأمين العام لأطول فترة في تاريخ هذه المنظمة. عاد إلى تركيا عام 2007. كهرمان أوغلو ، المحاضر في جامعة بيلجي ، كلية الحقوق ، برنامج الدراسات العليا في قانون حقوق الإنسان ، كان يكتب مقالات تركز على حقوق الإنسان في عموده في صحيفة بيرجون اليومية يوم الأربعاء. توفي كهرمان أوغلو في 13 يناير 2018 في بودروم ، موغلا. تم دفنه في مقبرة بيتز.

## روابط خارجية
- trade-union-rainbow-rights.org
- kenttv.net/news
- t24.com.tr/writers/pinar-dogu
- صحيفة الحريات التركية.
- https://www.gazetepatika13.com/kursad-kahramanoglu-vefat-etti-4795.html%5Bوصلة+مكسورة%5D